# Sönnerbergen
Sönnerbergen är en bebyggelse i Onsala socken i Kungsbacka kommun i Hallands län. Området avgränsades fram till 2010 som en separat småort, från 2015 räknas det till tätorten Röda holme. 